# Craugastor taurus
Craugastor taurus is een kikker uit de familie Craugastoridae. De soort werd voor het eerst wetenschappelijk beschreven door Edward Harrison Taylor in 1958. Oorspronkelijk werd de wetenschappelijke naam Eleutherodactylus taurus gebruikt.
De soort komt voor in Midden-Amerika en wordt met uitsterven bedreigd. Craugastor taurus is momenteel door de IUCN als bedreigd geclassificeerd.
Craugastor taurus komt voor in het zuidwesten van Costa Rica en het westen van Panama in bosgebieden tot een hoogte van 525 meter boven zeeniveau. Voorheen was de soort erg algemeen, maar het aantal Craugastor taurus is sinds 2000 sterk afgenomen, ook in beschermde natuurgebieden zoals Nationaal park Corcovado en Reserva Biólogica El Naranjal. Vrij recente waarnemingen zijn gedaan bij Fila Chonta nabij Quepos (2007), bij Bosque del Río Tigre op het schiereiland Osa (2009).
De twee zekere restpopulaties zijn te vinden bij Punta Banco op de noordwestpunt van het Península de Burica, die werden ontdekt in 2011. In Panama werd de soort hetzelfde jaar bij Las Mellizas op het Península de Burica waargenomen. Mogelijk zijn verlies van leefgebied buiten beschermde gebieden en ziektes als chytridiomycose verklaringen voor deze afname.